# Конвенция от Монтрьо
Конвенцията за черноморските проливи, подписана в Монтрьо през 1936 г., е международно споразумение, което регламентира режима на преминаване на военноморски съдове през черноморските проливи, като дава на Турция пълен контрол върху тях.
Тя гарантира свободното преминаване на граждански кораби в мирно време. Ограничава преминаването на военни кораби, които не са от черноморските държави. След приемането ѝ разпоредбите на конвенцията са предмет на спорове, предимно по преминаването на военни съдове от държави от ОВД (главно черноморските СССР, Румъния и България) през проливите, осигуряващи връзка на Черно с Егейско и Средиземно море.
Подписана на 20 юли 1936 г. в хотел „Монтрьо Палас“, гр. Монтрьо, тя разрешава на Турция да милитаризира отново проливите. Влиза в сила на 9 ноември 1936 г. и е регистрирана от Обществото на народите на 11 декември 1936 г. Страни по конвенцията са Австралия, България, Гърция, Обединеното кралство, Румъния, СССР, Турция, Франция, Югославия, Япония. Тя продължава да е в сила, с някои поправки, към 2018 г.
Периодично възникват дебати по конвенцията, като скорошен повод става предложеният проект за прокопаване на канал, алтернативен на Босфора (Истанбулски канал).

## История
Конференцията е свикана по предложение на Турция с цел преразглеждане на конвенцията за режима на черноморските проливи, приета с Лозанския договор от 1923 г. Мотивите са, че международната ситуация е значително променена от 1923 г., като Абисинската криза от 1934 – 5 г., нарушаването на Версайския договор от Германия и засиленото въоръжаване свидетелстват за повишен военен риск и Турция желае Обществото на народите да разреши възстановяване на фортификациите на Дарданелите, тъй като се чувства застрашена. На призива откликват благоприятно, редица страни, които се събират в Монтрьо на 22 юни 1936 г. На конференцията не участват 2 от великите сили – Италия, чието поведение е повод за тревога, и САЩ, които дори не изпращат наблюдател.
Турция, Обединеното кралство и СССР правят предложения, изхождайки от интересите си. Британците са за по-силно ограничение на достъпа, докато Турция търси по-либерален режим, който да е свързан с турски контрол. СССР предлага съвсем свободно преминаване, но това е неприемливо за англичаните, подкрепяни от Франция, които не искат да допуснат свободно съветските кораби в Средиземно море където биха застрашили жизненоважни морски пътища към Индия, Египет и Далечния Изток. В крайна сметка се стига до споразумение черноморските страни – сред тях и СССР – да имат по-облекчен режим за военните кораби в сравнение с нечерноморските страни.

## Основни положения
Конвенцията съдържа 29 члена, 4 приложения и 1 протокол. Съгласно нея се премахва международната комисия за проливите от времето след ПСВ, като на турските военни се разрешава да поемат контрола над тях, и да укрепят Дарданелите. Турция е упълномощена също така да затваря проливите във военно време за всички чужди военни кораби, или когато е заплашена с агресия. Тя може да отказва и преминаването на търговските кораби на страни, намиращи се в състояние на война с нея. Наложени са специфични ограничения за вида на военните кораби, на които е разрешено да преминават: военните кораби на нечерноморските страни не бива да надвишават 15 000 тона, като едновременно могат да преминат не повече от девет военни съда с общ тонаж най-много 30 000 тона. Освен това престоят им в Черно море се ограничава до 21 дни. Черноморските страни имат право на преминаване на военни кораби независимо от тонажа, ескортирани от най-много два миноносеца. На черноморските държави се разрешава техни подводници да преминават през проливите с предварително уведомление, но при условие, че съдовете са построени, закупени или отиват на ремонт извън Черно море.

## Значение
По време на Втората световна война спазването на конвенцията от страна на неутрална Турция в голяма степен възпрепятства военноморските операции на Оста срещу Съветския съюз в акваторията на Черно море.
Покрай събитията с кубинската криза през 1960-те години САЩ изпращат през проливите военни кораби с 305-мм калибър ракети ASROC, което предизвиква дипломатически усложнения за Турция, която отговаря, че ограниченията за оръдия с калибър над 9 инча (203 мм) не се отнасят до крилатите ракети, а само до оръдията.
Съществува легенда, че заради ограниченията по конвенцията за преминаване на самолетоносачи, Съветският съюз проектира своите кораби „Киев“ и „Адмирал Кузнецов“ не като класически самолетоносачи, а като „авионосни крайцери“, за да отговарят на условието за преминаване през проливите. Но това е съмнително, тъй като за черноморските държави в мирно време няма ограничения за преминаване на какъвто и да е клас военни кораби, а във война Турция може да забрани прехода на всякакви съдове. Освен това в конвенция от 1936 г няма как да има ограничения за самолетоносачи. Остава и въпросът защо не са проектирани и построени класически самолетоносачи за съветския флот извън Черно море. Очевидно тази легенда  е пусната в обръщение, за да прикрие невъзможността на съветската икономика да създаде класически самолетоносач.